# Летка-Ноуе (комуна)
Летка-Ноуе (рум. Letca Nouă) — комуна у повіті Джурджу в Румунії. До складу комуни входять такі села (дані про населення за 2002 рік):
- Летка-Веке (1312 осіб)
- Летка-Ноуе (1113 осіб)
- Мілковецу (1470 осіб)

Комуна розташована на відстані 36 км на південний захід від Бухареста, 41 км на північний захід від Джурджу.

## Населення
За даними перепису населення 2002 року у комуні проживали 3895 осіб.
Національний склад населення комуни:
| Національність | Кількість осіб | Відсоток |
| -------------- | -------------- | -------- |
| румуни         | 3816           | 98,0%    |
| цигани         | 79             | 2,0%     |

Рідною мовою назвали:
| Мова      | Кількість осіб | Відсоток |
| --------- | -------------- | -------- |
| румунська | 3872           | 99,4%    |
| циганська | 23             | 0,6%     |

Склад населення комуни за віросповіданням:
| Релігія        | Кількість осіб | Відсоток |
| -------------- | -------------- | -------- |
| православні    | 3889           | 99,8%    |
| лютерани       | 2              | 0,1%     |
| п'ятдесятники  | 1              | < 0,1%   |
| греко-католики | 1              | < 0,1%   |
| баптисти       | 1              | < 0,1%   |
| адвентисти     | 1              | < 0,1%   |